# Манастир Ступље
Манастир Ступље је посвећен Светом арханђелу Михаилу. Налази се у селу Горњи Вијачани, на ријеци Манастирици, која се два километра низводно улијева у ријеку Укрину, на граници општина Прњавор, Челинац и Теслић. Манастир Ступље се у писаним изворима први пут помиње у 15. вијеку.
Припада Епархији бањалучкој Српске православне цркве.

## Историја
У манастиру Ступље се монашки живот одвијао од средине 15. вијека, до краја 17. вијека. Монаштво манастира Ступље и Липље се у вријеме Османског царства, односно Велике сеобе Срба сели преко ријеке Саве у Аустрију, односно у манастир Ораховица у Славонији. Рукописне књиге настале у манастиру Ступље су тако сачуване у манастиру Ораховици. Обнову манастира је започео Завод за заштиту културно историјског и природног насљеђа Републике Српске 1994. године

### Настанак
Да се манастир Ступље помиње у 15. вијеку засновано је на записима из разних временских периода. Један такав је запис из Крушевског поменика, тј. поменика манастира Добрун који је изгорио у пожару Народне библиотеке 1941. године. У том запису се помиње заједно са монасима из других манастира. Такође, на основу манастирских типика „у вријеме понизног игумана Георгија” како стоји у једном од извора, митрополита Исаија и патријарха Пајсија, који потичу из 1629. године можемо закључити о постојању манастира у том периоду. Овај податак говори о постојању правила понашања по којима су живјели тадашњи монаси, а и остало свештенство у околним црквама. Сви ови писани остаци чувани су, до 1991. године у манастиру Ораховица. Такође, у неким записима из периода почетка 20. вијека наводи се да су одређени наслови донесени из манастира Ступље из времена игумана кир Исаија у периоду из 1691. године. Као и многе цркве и манастири, у вријеме турских освајања и власти, бијаше уништени и запаљени. То потврђује и запис из 1696. године који каже: „... у та времена манастири многи опустјеше и сагорјеше од проклетих и безбожних агаренских чеда”, тако да „... тада манастири Ступље и Липље сагорјеше и опустјеше коначно”. На основу ових записа може се и закључити да су ова два манастира била релативно близу, јер се у многим записима помињу заједно.

### Истраживања
У периоду од 1994. године почиње и званично археолошко истраживање мјеста гдје је некад био овај манастир, након што су двојица мјештана из оближњег села Горњих Вијачана, Душан Јотић и Миленко Малешевић, обавијестили Епархију бањалучку да на парцели Црквиште крај потока Манастирице постоје камени темељи. Темељи су пронађени на дубини свега од једне трећине метра испод површине земље. Откривен је ред камења, без трагова везивања. Манастир је био једнобродан, правоугаоног бочног пијевница, које су обухватале простор протезиса и ђаконикона, са широком полукружно олтарском апсидом.

## Манастир данас
Од проналажења некадашњег срушеног манастира почело је несебично залагање Епископа бањалучког Јефрема за обнову ове светиње која је некад била значајан центар монашког живота. Епископ бањалучки Јефрем, на дан манастирске славе, у мјесецу новембру 2008. године, поставио је првог настојатеља манастира Ступљејеромонаха Данила, из Манастира Моштанице, који је био први свештенослужитељ у овој светињи након 320 година. У исто вријеме, по благослову Епископа Јефрема, у манастир долази монахиња Ефросинија из манастира Гомионица и искушеник Мирослав, данас јеромонах Георгије. Од мјесеца августа 2015. године настојатељ манастира Ступље је архимандрит Платон Јовић који је, поред наставка интензивне градње ове светиње, у манастиру Ступље започео и значајну издавачку дјелатност.
Манастирски храм Светог Архангела Михаила и конак са капелом Светих Апостола Петра и Павла су изграђени, односно завршени 2008. године (конак) и 2014. год (храм). Године 2020, залагањем архимандрита Платона завршен је нови конак са народном трпезаријом и палионицом свијећа. У манастиру се редовно врше сва богослужења. Иконостас је урађен у византијском стилу, а дјело је епархијског иконописца оца Велимира Клинцова.

## Положај манастира
Манастир се налази на локалитету Црквиште, на рјечици Манастирици у селу Горњи Вијачани. Од манастира Липље удаљен је 12 km ваздушном линијом. Пут до манастира Липље дуг је 20 km и води током ријеке Укрине. Манастир је удаљен око 48 км од Бање Луке. Иде се магистралним путем Бања Лука - Челинац, а одвајање са магистралног пута (улијево) је на 13. километру од кружног тока код Ребровца.

## Културно-историјско добро
Завод за заштиту културно историјског и природног насљеђа Републике Српске је манастир Ступље регистровао као споменик културе Републике Српске друге категорије.
Завод за заштиту културно историјског и природног насљеђа Републике Српске је у периоду 1994—1995. извршио археолошко ископавање манастира Ступље.
- Манастир Ступље са југоистока
- Манастир Ступље са сјеверозапада